# Arctocephalus
Genre
Arctocephalus est un genre de mammifères de la famille des Otariidae (Otariidés) qui se distinguent des autres otaries en particulier par leur pelage plus fourni.

## Étymologie
Le nom Arctocephalus, constitué de deux mots grecs, άρκτος (arktos), qui signifie ours, et κεφαλή (kephale) signifiant tête, peut se traduire par « qui a une tête d'ours ».

## Noms vernaculaires
Le terme générique français otarie s’applique à la fois au genre Arctocephalus et au genre Zalophus qui appartiennent tous deux à la famille des Otariidae (Otariidés), mais la traduction d’Arctocephalus la plus courante en français est Otarie à fourrure, en raison de son aspect extérieur. On utilise aussi parfois la traduction stricte du nom scientifique, Arctocéphale, qui suffit à différencier ce genre. L’anglais désigne ce genre du nom de fur seal (phoque à fourrure). En espagnol on rencontre oso marino (ours de mer), arctofoca (arctophoque), lobo peletero (loup à fourrure), lobo marino (loup de mer).

## Liste des espèces
Ce genre comprend les huit espèces suivantes d'otaries :
- Arctocephalus australis — Otarie à fourrure australe ;
- Arctocephalus forsteri — Otarie à fourrure de Nouvelle-Zélande ;
- Arctocephalus galapagoensis — Arctocéphale des Galapagos ou Otarie à fourrure des Galapagos ;
- Arctocephalus gazella – Otarie antarctique ou Otarie de Kerguelen ;
- Arctocephalus philippii – Otarie des îles Juan Fernandez ;
- Arctocephalus pusillus – Otarie à fourrure d'Afrique du Sud ;
- Arctocephalus townsendi – Otarie de l'île de Guadalupe ;
- Arctocephalus tropicalis – Otarie à fourrure subantarctique.

- Arctocephalus fischeri — espèce disparue[1].